# Thomas Happe
Thomas Happe (Dortmund, 25 de março de 1958) é um ex-jogador de handebol profissional alemão. Ganhou medalha de prata nos Jogos Olímpicos de Verão de 1984.